# Гай Атиний Лабеон Мацерион
Гай Ати́ний Лабео́н Мацерио́н (лат. Gaius Atinius Labeo Macerio; умер после 121 года до н. э.) — римский политический деятель из плебейского рода Атиниев, народный трибун в 131 или 130 году до н. э.

## Биография
Гай Атиний упоминается в источниках только в связи с его враждой с цензором Квинтом Цецилием Метеллом Македонским во время трибуната. По словам эпитоматора Тита Ливия, трибун оказался «обойдённым при переписи сената» и поэтому приказал сбросить цензора со скалы, но его коллеги этого не допустили. Согласно Марку Туллию Цицерону, Гай Атиний подверг имущество своего обидчика консекрации, то есть конфискации в пользу божества, но всё ограничилось только формальной процедурой: никакого вреда Метеллу деятельность плебейского трибуна не принесла.
Есть предположение, что Орозий написал о столкновении Метелла Нумидийского с Луцием Аппулеем Сатурнином в 102 году до н. э. только потому, что запутался в Квинтах Цецилиях Метеллах: в действительности у него была информация о Метелле Македонском и Лабеоне.
Антиковед Т. Бреннан предположил, что Гай Атиний занимал пост претора в 121 году до н. э.